# John Corbett (Journalist)
John Corbett (* 18. Juli 1963 in Chicago, Illinois) ist ein US-amerikanischer Jazzjournalist, Musiker der Improvisierenden Musik und Musikproduzent aus Chicago.

## Leben und Wirken
Corbett studierte an der Brown University, wo er über improvisierende Musik zu schreiben begann und 1984 eine eigene Konzertagentur gründete. Er promovierte an der Northwestern University. Er lebt in Chicago und ist fest angestellter Journalist bei Down Beat, für den er seit 1990 schreibt und wo er eine eigene Kolumne über vergriffene Platten hat (Vinyl Freak). Daneben schreibt er unter anderen für den Chicago Reader und die Chicago Sun Times und verfasst Linernotes. Er tritt auch selbst als Musiker auf und spielt meist Gitarre, die er sich selbst beibrachte, sowie elektronisches Equipment und hat mehrere Platten veröffentlicht.
Corbett produziert seit 1995 und gibt seit 2000 bei Atavistic Records eine eigene Reissue-Plattenserie mit seiner bevorzugten Musik, freier Improvisationsmusik und Free Jazz, heraus (Unheard Music Series). Unter anderem erschienen dort auch viele europäische Jazzmusiker (wie Peter Brötzmann, Manfred Schoof, Han Bennink, Alexander von Schlippenbach, Kees Hazevoet, Günter Christmann, Torsten Müller, aber auch US-Amerikaner wie Joe McPhee, Sun Ra, Fred Anderson, Hal Russell). Die Idee dazu kam ihm bei einem Besuch deutscher Radioarchive auf einer Reise mit Unterstützung des Goethe-Instituts, nachdem er gehört hatte, dass diese ihr Archivmaterial reduzieren wollten. Er veröffentlicht auch Reissues aus dem Katalog der Free Music Production.
Seit 1996 ist Corbett mit dem Saxophonisten und Klarinettisten (und McArthur-Preisträger) Ken Vandermark Gastgeber der Wednesday Night Jazz Veranstaltungsreihe im Musikclub Empty Bottle in Chicago und organisiert ein eigenes Jazzfestival (Empty Bottle Jazz Festival). 2002 war er künstlerischer Leiter des Berliner Jazzfestivals. 
Seit 1988 unterrichtet Corbett auch als Adjunct Professor am School of the Art Institute (SAIC) in Chicago. Er hat mit Jim Dempsey eine eigene Kunstgalerie Corbett vs. Dempsey in Chicago. Er hatte lange Jahre eine eigene Jazz-Radioserie Radio Dada auf WHPK (einem Sender der Universität Chicago) und hatte in den 2000er Jahren bei dem Chicagoer Radiosender WNUR eine Jazzreihe Writer’s Block mit den Jazzjournalisten Kevin Whitehead und Lloyd Sachs.
2016 erschien bei University of Chicago Press Corbetts Buch A Listener’s Guide to Free Improvisation. Er veröffentlichte drei weitere Bände mit eigenen Essays und Interviews.

## Schriften
- Extended Play: Sounding Off from John Cage to Dr.Funkenstein. Duke University Press, 1994.
- Microgroove: Further Forays Into Other Music. Duke University Press, 2002.
- A Listener’s Guide to Free Improvisation. University of Chicago Press, 2016, ISBN 978-0-226-35380-7.
- Vinyl Freak: Love Letters to a Dying Medium Duke University Press, 2017.

## Diskographische Hinweise
- Hal Rammel • John Corbett: The Devils in the Details, Penumbra 1995
- Hal Rammel • John Corbett • Terri Kapsalis: Van's Peppy Syncopators, Penumbra 1996
- John Corbett and Heavy Friends: I'm Sick About My Hat, Atavistic 1999 (mit David Grubbs, Fred Lonberg-Holm, Mats Gustafsson, Hamid Drake)
- Battuto, Random Acoustics 2000 (mit Mats Gustafsson, Terri Kapsalis, Fred Lonberg-Holm)
- Corbett and Heavy Friends, Davey Williams: Humdinger: 15 Improvisations and a Monograph on Failed Windinstruments, Atavistic Records 2001
- Twofer, Penumbra 2001 (mit Fred Lonberg-Holm, Torsten Müller)
- Sebi Tramontana, John Corbett, Terri Kapsalis, Fred Lonberg-Holm, Kent Kessler, Guillermo Gregorio: Night People (Palomar 2010)